# Эркюль (сеньор Монако)
Эркюль (фр. Hercule; 1562 — 29 ноября 1604) — сеньор Монако с 1589 года. Младший сын Оноре I и его жены Изабеллы Гримальди.

## Биография
Эрколе был младшим из четырех сыновей Оноре I и Изабеллы Гримальди. Наследовал титул 17 мая 1589 года, после смерти своего старшего брата Карла II, не оставившего потомства. Два его старших брата Франсуа (1557-1586) и Гораций (1558-1559) умерли раньше, таким образом, оставив Эркюля единственным наследником Карла.

## Правление
Во время восшествия Эркюля на престол Монако страна все еще находилась под сферой влияния Испании, что значительно истощало экономику Монако и, вследствие, значительно усилило общественное недовольство. Именно в данной обстановке монегаск Сезар Арно повел 700 человек из Прованса в Монако, чтобы атаковать ночью и освободить город от испанского владычества, которая окончилась неудачей благодаря оперативному вмешательству испанских войск. Нотариус Бокконе также предпринял попытку заговора, чтобы попытаться изгнать испанцев из Монако, свергнув Гримальди и уступив господство Савойи, но его действия также обернулись неудачей.

## Брак
Был женат на Марии Ланди, имел с ней троих детей:
- Оноре;
- Джованна-Мария;
- Мария-Клаудиа.

## Заговор
Князь был убит заговорщиками 29 ноября 1604 года, поскольку народ был недоволен его происпанской политикой. Эркюль вечером отправился в дом губернатора Гастальди, когда в темноте на него напали и зарезали, после чего его тело было сброшено в море, а позже было выброшено на берег. 